# Bitwa pod Cuddalore
Bitwa pod Cuddalore – starcie zbrojne, które miało miejsce w roku 1783.
Była to piąta i ostatnia bitwa między flotami admirałów Pierre de Suffrena i Edwarda Hughesa; tego ostatniego admiralicja brytyjska chciała zwolnić przez brak sukcesów, ale jego następca rozbił się i zginął zaraz po przybyciu do Indii. Wciąż dzierżący komendę Hughes, wzmocniony przez okręty, które przyprowadził komodor Bickerton podszedł pod Cuddalore, by odciąć od morza wojska Tipu Sultana, który wycofał się tam pod presją wojsk angielskich gen. Jamesa Stuarta.
10 czerwca Suffren dowiedział się o trudnej sytuacji w Cuddalore i natychmiast ruszył na pomoc i  13 czerwca napotkał zakotwiczoną eskadrę brytyjską. Hughes wypłynął z kotwicowiska, co Suffren wykorzystał, nawiązał kontakt z lądem i wzmocnił swoje załogi 1200 żołnierzami. W dniach 17-20 czerwca obie strony manewrowały by zająć lepszą pozycję nawietrzną, co było trudne, wobec zmiennych wiatrów.
Do starcia doszło ostatecznie po południu 20 czerwca. Obie floty podążały na północ w przepisowym szyku liniowym.  Francuzi, posiadający mniej okrętów (15 liniowców i 3 fregaty wobec 18 liniowców i 3 fregat brytyjskich) dążyli do zachowania swoich sił, ale zadania nieprzyjacielowi wystarczających strat, by ten wycofał się, by naprawić uszkodzenia. Wzajemny ostrzał trwał przez trzy godziny (od 4 do 7 po południu) i przyniósł spore, ale nie decydujące straty. Płynąc na północ floty oddaliły się od Cuddalore. Ostatecznie pod wieczór Suffren zarzucił kotwice, a następnie, 23 czerwca wrócił pod Cuddalore. Brytyjczycy, mając siedem okrętów uszkodzonych, wielu chorych na szkorbut odpłynęli do Madrasu. Wobec obecności floty francuskiej pod Cuddalore, oblężenie brytyjskie straciło na wigorze, jako że do oblegających przestały docierać statki z zaopatrzeniem.
Straty obu stron były porównywalne (Francuzi 102 zabitych i 386 rannych, Brytyjczycy odpowiednio 99 i 434), wiele okrętów było uszkodzonych. Strategiczne zwycięstwo odniósł Suffren, który wykorzystał błędy Hughesa, który pozwolił mu uzupełnić załogi żołnierzami z lądu, a następnie podyktować warunki starcia. Mimo mniejszych sił nie poniósł porażki i utrzymał pole bitwy, utrudniając przeciwnikowi obleganie twierdzy francuskich sprzymierzeńców. Bitwa została stoczona pięć miesięcy po podpisaniu rozejmu w Europie i wkrótce po niej do Indii dotarły wieści o zawieszeniu broni, co spowodowało przerwanie działań.

## Skład flot w bitwie pod Cuddalore

### Eskadra brytyjska[3][2]
- „Defence”, 74 działa, Thomas Newmham
- „Isis”, 50, dział, Christopher Halliday
- „Gibraltar”, 80 dział, Thomas Hicks, komodor R. Bickerton
- „Inflexible”, 64 działa, John Whitmore-Chetwynd
- „Exeter”, 64 działa, John Samuel Smith
- „Worcester”, 64 działa, Charles Hughes
- „Africa”, 64 działa, Robert Macdonnell
- „Sultan”, 74 działa, Andrew Mitchell
- „Superb”, 74 działa, Henry Newcome, adm. E. Hughes
- „Monarch”, 70 dział, John Gell
- „Burford”, 70 dział, Peter Rainier
- „Sceptre”, 64 działa, Samuel Graves
- „Magnanime”, 64 działa, Thomas Mackenzie
- „Eagle”, 64 działa, William Clark
- „Hero”, 74 działa, Richard King
- „Bristol”, 50 dział, James Burney
- „Monmouth”, 64 działa, James Alms
- „Cumberland”, 74 działa, William Allen
- „Juno”, 32 działa, James Montagu
- „Medea”, 28 dział, Erasmus Gower
- „Seahorse”, 20 działa

### Eskadra francuska[3][2]
- „Sphinx”, 64 działa, du Chilleau
- „Brillant”, 64 działa, Kersozon de Guimoalquin
- „Fendant”, 74 działa, Peynier
- „Flamand”, 50 dział, Salvert
- „Ajax”, 64 działa, Manceliere
- „Petit-Hannibal”, 50 dział, du Pas de Beaulieu
- „Héros”, 74 działa, Moissac
- „Illustre”, 74 działa,
- „Saint Michel”, 60 dział, Beaumont
- „Vengeur”, 64 działa, Cuverville
- „Sévère”, 64 działa, De Langle
- „Annibal”, 74 działa, Aymar
- „Hardi”, 64 działa, Kerhue
- „Artésien”, 64 działa, De Vignes
- „Argonaute”, 74 działa
- fregata „Cleopatra” (okręt flagowy)
- dwie mniejsze jednostki: „Apollon” i „Coventry”